# Barichara
Barichara è un comune della Colombia facente parte del dipartimento di Santander.
L'abitato venne fondato da Francisco Pradilla y Ayerbe nel 1705.